# Buffonellidae
Buffonellidae is een familie van mosdiertjes uit van de orde Cheilostomatida uit de klasse van de Gymnolaemata. De wetenschappelijke naam ervan is in 1888 voor het eerst geldig gepubliceerd door Jullien.

## Geslachten
- Aimulosia Jullien, 1888
- Buffonella Jullien, 1888
- Hippadenella Canu & Bassler, 1917
- Ipsibuffonella Gordon & d'Hondt, 1997
- Julianca Gordon, 1989
- Kymella Canu & Bassler, 1917
- Maiabuffonella Gordon & d'Hondt, 1997
- Xenogma Gordon, 2014

Niet geaccepteerd geslacht:
- Buffonellodes Strand, 1928 → Buffonella Jullien, 1888